# حمض البيروميديك
حمض البيروميديك piromidic acid الزمرة الدوائية مضاد حيوي، من الجيل الأول للكوينولونات.

## الخواص
عبارة عن مسحوق صلب يذوب في الماء (قابل للامتزاج جزئيا) مع الايثانول، والكلوروفورم. درجة انصهاره: 314 °درجة مئوية

## الاسم العلمي وفقاً لـIUPAC
8-Ethyl-5-oxo-2-pyrrolidin-1-yl-5,8-dihydropyrido[2,3-d]pyrimidine-6-carboxylic acid

## الصيغة الكيميائية
C14H16N4O3

## الوزن الجزيئ
288.30 جم/مول

## الاستعمال الطبي
حمض البيروميديك هو مضاد حيوي من الكينولونات مع فعالية ضد البكتيريا سالبة الغرام. يستخدم حمض البيروميديك في علاج أمراض والتهابات المسالك البولية والالتهابات المعوية. وهو يعتبر من المواد القادرة على قتل العوامل المسببة لإلتهابات المسالك البولية أو منعها من الانتشار

## آليه العمل
يثبط حمض النيوكليك الجرثومي. وهو فعال ضد الجراثيم سلبية الغرام،